# Józef Śliwka
Józef Śliwka (ur. 14 maja 1928, zm. 26 czerwca 1982) – polski siatkarz, reprezentant Polski, medalista mistrzostw Polski, trener, m.in. reprezentacji Polski, żeńskiej i męskiej drużyny Gwardii Wrocław

## Kariera sportowa
Był zawodnikiem Gwardii Wrocław, z którą w 1951 zwyciężył w zawodach I Centralnej Spartakiady, a w 1952 został wicemistrzem Polski. W 1952 wystąpił w 8 spotkaniach reprezentacji Polski, w tym na mistrzostwach świata (7. miejsce).
Od 1953 do 1961 trenował żeńską drużynę Gwardii i zdobył z nią dwa brązowe medale mistrzostw Polski (1958 i 1960). W sezonie 1959/1960 prowadził także męską drużynę Gwardii, a ponownie objął ją w sezonie 1963/1964. zdobywając następnie wicemistrzostwo Polski. Z prowadzenia drużyny zrezygnował po I rundzie sezonu 1964/1965 (zastąpił go Władysław Pałaszewski.
W 1956 był asystentem Zygmunta Krzyżanowskiego na turnieju mistrzostw świata kobiet, gdzie polska drużyna wywalczyła brązowy medal. W 1958 poprowadził męską reprezentację Polski na mistrzostwach Europy, zajmując z drużyną 6. miejsce. Trenerem drużyny narodowej był tylko na tym turnieju.
Jego żoną była reprezentacyjna siatkarka Maria Śliwka. Siatkarzami byli także jego brat Jan, siostra Stanisława i szwagier Zenon Kurpios.
Został pochowany na Cmentarzu Grabiszyńskim we Wrocławiu.

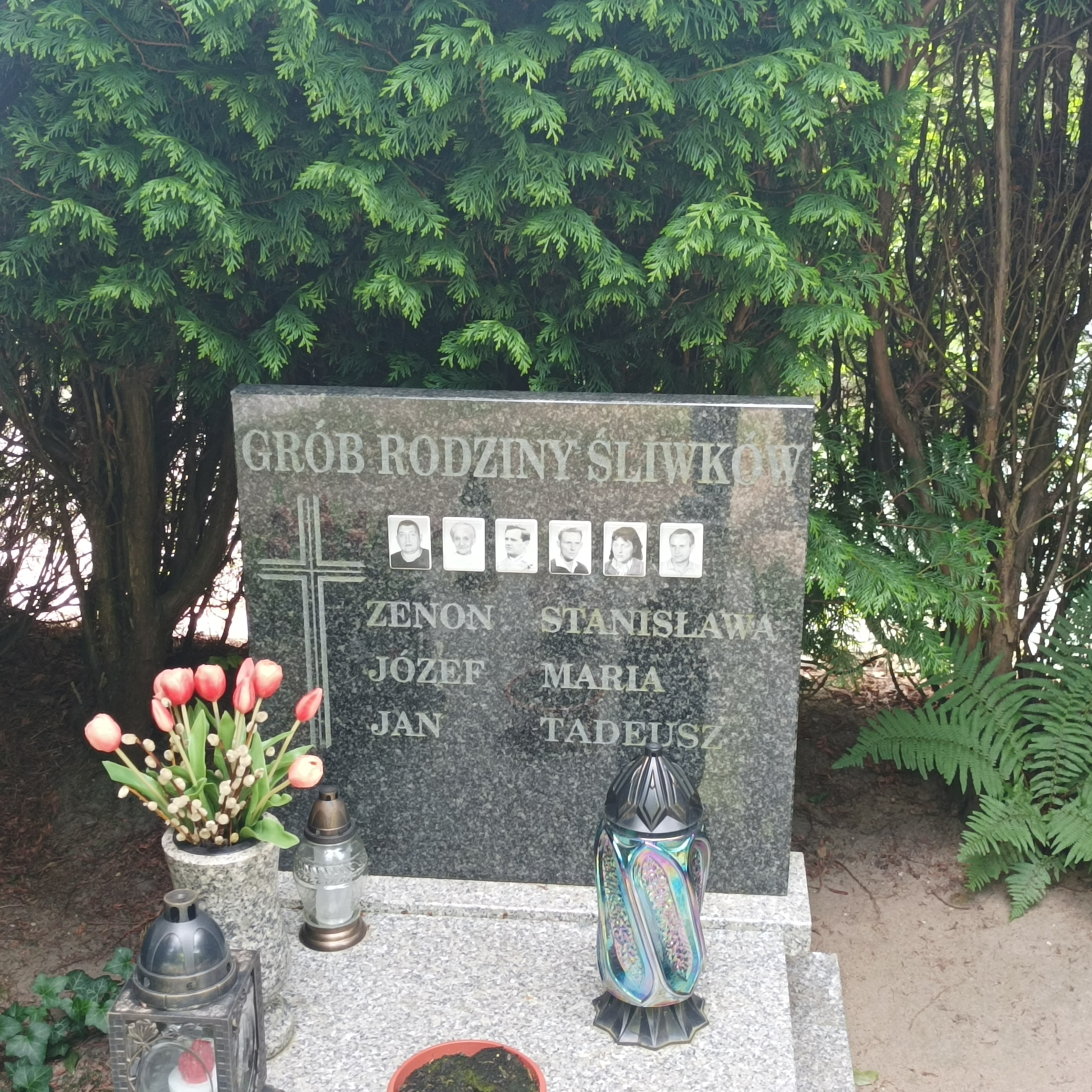
Grób Józefa i Marii Śliwków na Cmentarzu Grabiszyńskim